# Doryda (Grecja)
Doryda (gr. Δωρίς, łac. Doris) – niewielka starożytna kraina historyczna położona w górzystym terenie w Grecji Środkowej, w dolinie rzeki Pindos. 
Graniczyła z Etolią, południową Tesalią, Lokrydą Ozolską i Fokidą. Jej nazwa pochodzi od Dorów, grupy plemion greckich posługujących się dialektem doryckim, którzy według przekazów mieli z Dorydy wyruszyć na podbój Peloponezu i niektórych wysp Morza Egejskiego. Herodot nazywa  tę krainę „metropolią Dorów”, a Sparta jako najsilniejsze polis doryckie, nieraz wspierała ją militarnie, poczuwając się do konieczności obrony swej domniemanej kolebki. Najważniejszym polis krainy było Erineus, zwane też niekiedy Dorium, będące członkiem miejscowego tetrapolis (związku czterech miast).